# Bücken
Bücken is een gemeente in de Duitse deelstaat Nedersaksen. De gemeente maakt deel uit van de Samtgemeinde Grafschaft Hoya in het Landkreis Nienburg/Weser.
Bücken telt 2.121 inwoners.
De gemeente bestaat uit Bücken-dorp, en de 4 Ortsteile (dorpjes en gehuchten):
- Altenbücken met Stendern
- Calle
- Dedendorf
- Duddenhausen met Barke.

## Kerkelijke architectuur
De evangelisch-lutherse stichtskerk Bücken (St. Materniani et St. Nicolai) dateert van omstreeks het jaar 1200, maar werd rond 1870 zeer ingrijpend verbouwd. Tot het interieur van deze bezienswaardige kerk (die vanwege haar omvang de bijnaam Bücker Dom heeft) behoort een kunsthistorisch belangrijk triomfkruis (anno 1270) en nog talrijke beelden en andere liturgische voorwerpen uit de periode 1300-1870.

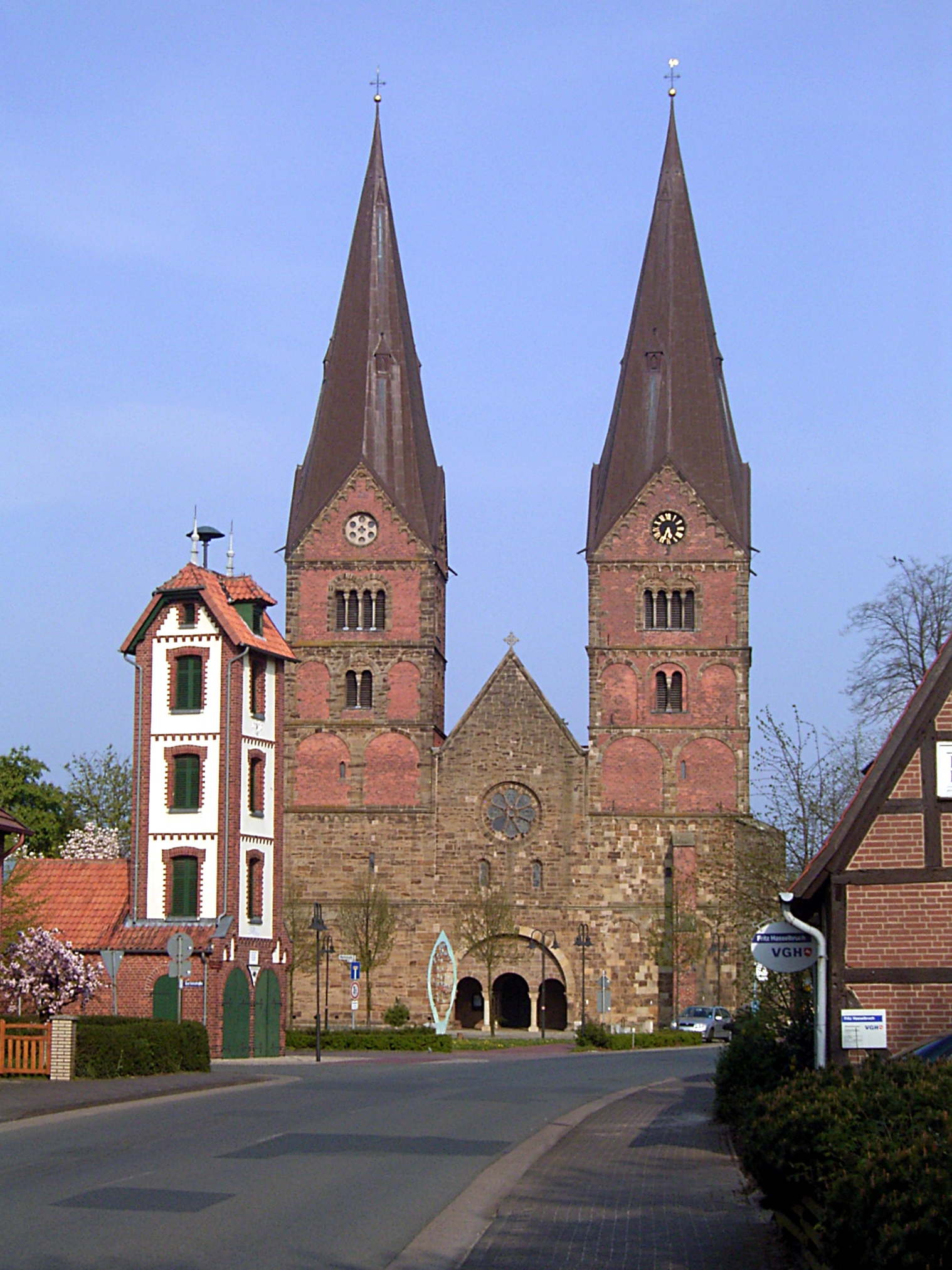
Stichtskerk Bücken
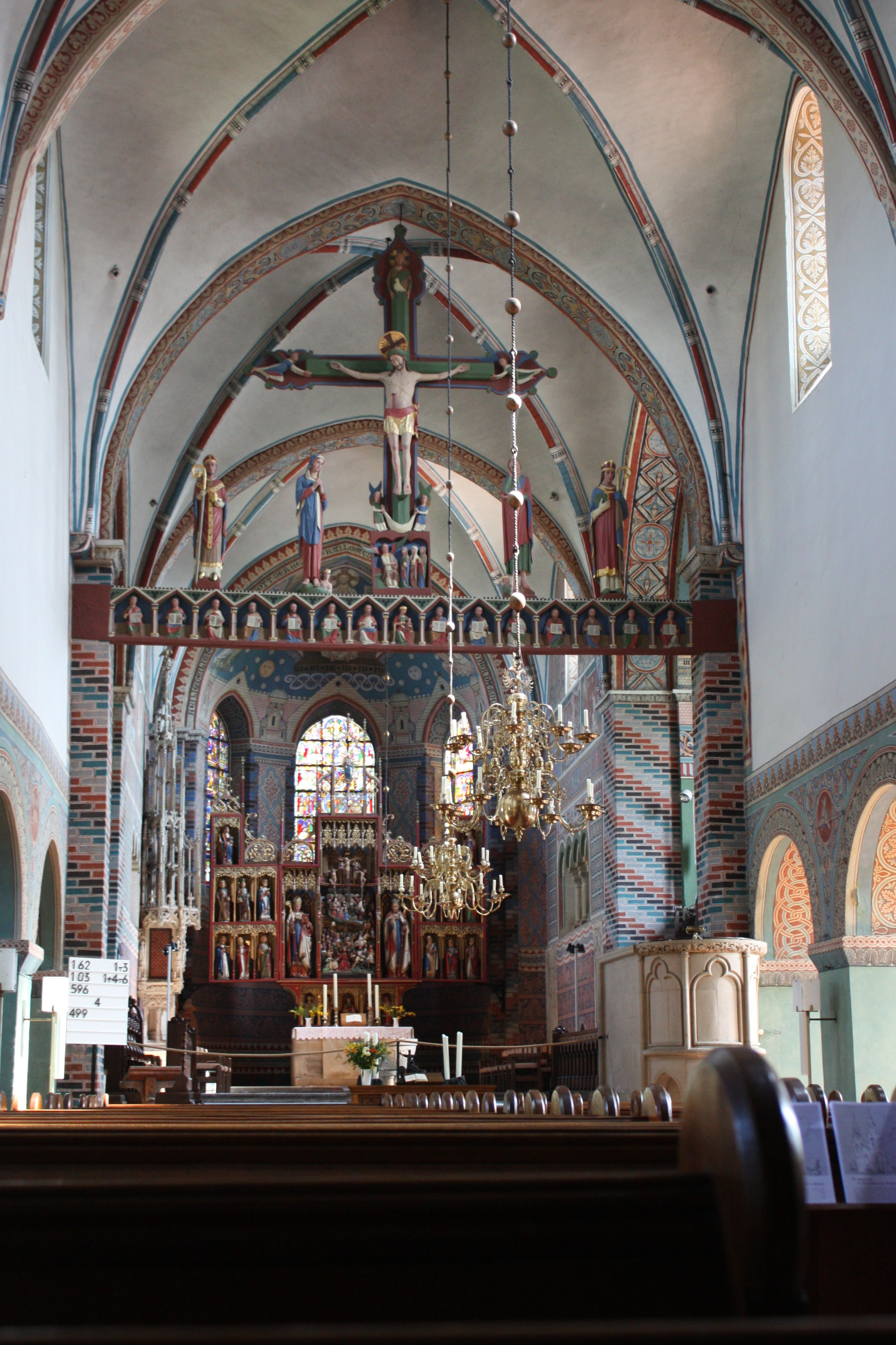
Triomfkruis, altaar en kansel in deze kerk

Zie voor meer informatie: Samtgemeinde Grafschaft Hoya.
- Gemeinsame Normdatei: 4008716-5
- Library of Congress Control Number: n82239414
- MusicBrainz: ddc54003-9ae0-41aa-a161-918f2e656a6a
- Nationale Bibliotheek van Israël: 987007557420505171
- Virtual International Authority File: 123867874

Balge · 
Binnen · 
Bücken · 
Diepenau · 
Drakenburg · 
Estorf · 
Eystrup · 
Gandesbergen · 
Hämelhausen · 
Haßbergen · 
Hassel (Weser) · 
Heemsen · 
Hilgermissen · 
Hoya · 
Hoyerhagen · 
Husum · 
Landesbergen · 
Leese · 
Liebenau · 
Linsburg · 
Marklohe · 
Nienburg/Weser · 
Pennigsehl · 
Raddestorf · 
Rehburg-Loccum · 
Rodewald · 
Rohrsen · 
Schweringen · 
Steimbke · 
Steyerberg · 
Stöckse · 
Stolzenau · 
Uchte · 
Warmsen · 
Warpe · 
Wietzen